# Joinville EC
Joinville Esporte Clube, är en brasiliansk fotbollsklubb från Joinville i Santa Catarina. Klubben grundades 29 januari 1976 och har bland annat vunnit delstatsmästerskapet åtta år i rad (1978-1985). Joinville är delstatens tredje mest framgångsrika lag med 12 titlar, efter Avaí (16) och Figueirense (16).

## Historia
Joinville grundades 29 januari 1976 efter en sammanslagning mellan América-SC och Caxias, som både var baserade i Joinville. Klubbens storhetstid var på 1980-talet då man vann delstatsmästerskapet åtta år i följd. Klubbens största seger kom mot Iparanga 31 oktober 1976 då man vann med 11-1.
2011 vann klubben Série C efter finalvinst mot CRB med totalt 7-1. 2014 vann man även Série B och återvände därmed till Série A för första gången på 29 år.

## Meriter
- Série B: 2014
- Série C: 2011
- Recopa Sul-Brasileira: 2009
- Campeonato Catarinense: 1976, 1978, 1979, 1980, 1981, 1982, 1983, 1984, 1985, 1987, 2000, 2001
- Copa Santa Catarina: 2009, 2011, 2012, 2013

## Tidigare spelare
- Leandro Gomes
- Edu
- Marcelinho
- Ramon Menezes
- César Prates
- Ramires
- Márcio Santos
- Zé Carlos
- Cris
- Martín Ligüera